# Kenji Nojima
Kenji Nojima (野島 健児, Nojima Kenji), né le 16 mars 1976 à Tōkyō, est un seiyū (doubleur japonais).
Il est marié à la seiyū Chie Sawaguchi.

## Doublages notables
- Utgard de Garm dans Saint Seiya Soul of Gold
- Mamoru Chiba dans Sailor Moon Crystal
- Shinba Michiru dans Sket Dance
- Setsuna Mudo dans Angel Sanctuary
- Turmeric dans Little Snow Fairy Sugar
- Yuji Kaido dans Blue Gender
- Maître Tôdô dans Weiss Kreuz
- Wataru dans Sister Princess
- Richie dans Trigun
- Junichirou Hokari dans Tokimeki Memorial 2 (jeu vidéo)
- 2004 : Yoshiyuki Taira dans Beck
- 2005 : Keisaku Satou dans Shakugan no Shana
- 2005 : Fox McCloud dans Star Fox: Assault
- 2005 : Wanda dans Shadow of the Colossus
- 2008 : Fox McCloud dans Super Smash Bros. Brawl
- Prince Ashurafu dans Nessa no Rakuen
- Narumi Kanai (鐘井 鳴海, Kanai Narumi?) dans Kuzu no Honkai
- Okumura  Eiji, Banana Fish
- Pell, One Piece
- Shinsuke Kita, Haikyuu
- Fernand dans Fire Emblem Echoes: Shadows of Valentia et Fire Emblem Heroes